# Aljame Zuill
Aljame Zuill (sinh ngày 10 tháng 8 năm 1976) là một cựu cầu thủ bóng đá quốc tế người Bermuda, thi đấu ở vị trí tiền đạo.

## Sự nghiệp câu lạc bộ
Zuill đã chơi ở vị trí tiền đạo cho Devonshire Colts và Devonshire Cougars tại Giải bóng đá Ngoại hạng Bermuda trước khi gia nhậo Bermuda Hogges tại USL Second Division.
Vào tháng 9 năm 2011, Zuill đã chuyển đến Dandy Town Hornets từ Devonshire Cougars và sau đó rời Dandy Town vào mùa hè năm 2012. Anh sau đó chơi tại giải Corona League cho các cầu thủ bóng đá kỳ cựu dưới màu áo của North Village Rams.

## Sự nghiệp quốc tế
Anh ra mắt đội tuyển Đội tuyển bóng đá quốc gia Bermuda trong trận đấu loại vòng bảng Gold Cup CONCACAF tháng 11 năm 2004 đối đầu với Đội tuyển bóng đá quốc gia Quần đảo Cayman và đã có tổng cộng 11 lần ra sân, ghi được 4 bàn thắng. Anh đã lập một cú hattrick trong một trận bóng giao hữu vào tháng 12 năm 2007 gặp St Kitts và Nevis.
Trận đấu quốc tế cuối cùng của anh là trận đấu giao hữu vào tháng 1 năm 2008 gặp Puerto Rico.

### Bàn thắng quốc tế
Bàn thắng của Bermuda được ghi trước.
| N. | Ngày                 | Địa điểm                                                   | Đối thủ              | Tỉ số | Kết quả | Giải đấu                  | Th. kh. |
| -- | -------------------- | ---------------------------------------------------------- | -------------------- | ----- | ------- | ------------------------- | ------- |
| 1. | 29 tháng 9 năm 2006  | Lionel Roberts Park, Charlotte Amalie, U.S. Virgin Islands | Cộng hòa Dominica    | 1–0   | 3–1     | Vòng loại Cup Caribe 2007 | [ 7 ]   |
| 2. | 16 tháng 12 năm 2007 | National Stadium, Hamilton, Bermuda                        | Saint Kitts và Nevis |       | 4–2     | Trận đấu giao hữu         | [ 8 ]   |
| 3. | 16 tháng 12 năm 2007 | National Stadium, Hamilton, Bermuda                        | Saint Kitts và Nevis |       | 4–2     | Trận đấu giao hữu         | [ 9 ]   |
| 4. | 16 tháng 12 năm 2007 | National Stadium, Hamilton, Bermuda                        | Saint Kitts và Nevis |       | 4–2     | Trận đấu giao hữu         | [ 10 ]  |